# Radio- und Fernsehturm Daqing
Der Radio- und Fernsehturm Daqing ist ein 260 Meter hoher Fernseh- und Telekommunikationsturm im chinesischen Daqing, Stadtbezirk Sairt. Er steht unmittelbar an der Autobahn Daqing-Guangzhou G45.
Der Turm in Daqing war zum Zeitpunkt seiner Errichtung der höchste freistehende Telekommunikationsturm aus Stahlfachwerk in China.
Auf seiner höchsten, Besuchern zugänglichen Ebene befindet sich ein Drehrestaurant und eine Aussichtsplattform. Der dreigeschossige Turmkorb ist auf 147 Metern platziert und misst im Durchmesser 20,6 Meter. Der Turm teilt sich in den 159 Meter hohen Schaft und den 101 Meter hohen Antennenträger auf. Die insgesamt 141 Pfähle des Turmfundaments ragen bis zu einer Tiefe von 27 Metern in die Erde. Die Gesamtmasse beträgt rund 2600 Tonnen.